# Colin Brittain
Colin Brittain (Nashville, 29 de dezembro de 1986 como Colin Cunningham), é um compositor, produtor e músico americano contratado pela Warner Chappell Music. Ele ganhou destaque na indústria musical por seu trabalho com várias bandas de rock e pop-punk. Colin é conhecido por sua habilidade em criar músicas cativantes e produzir álbuns de alta qualidade.
Antes de se juntar ao Linkin Park, Colin trabalhou com bandas como Papa Roach, Hands Like Houses e 5 Seconds of Summer. Além de suas habilidades como baterista, Colin também é um produtor respeitado. Ele tem um talento especial para ajudar bandas a encontrar seu som único e a criar músicas que ressoam com os fãs.[carece de fontes?] Sua abordagem colaborativa e criativa no estúdio tem sido elogiada por muitos artistas com quem trabalhou. Em 5 de Setembro de 2024, a banda Linkin Park anunciou uma nova turnê e um novo álbum de Inéditas, porém sem a presença de Rob que já havia demonstrado que pretendia sair da banda e assim substituído pelo músico Colin Brittain.
E em entrevista à Billboard, Shinoda explicou a ausência de Bourdon da nova formação (via The PRP): "Rob nos disse, acho que foi há alguns anos, que queria se distanciar um pouco da banda. E nós entendemos isso - já estava aparente. Ele começou a aparecer menos, a ter menos contato, e sei que os fãs também notaram. No relançamento de Hybrid Theory e no lançamento de "Papercuts", ele não deu as caras. Então, para mim, como amigo, isso foi triste, mas ao mesmo tempo, quero que ele faça o que o deixa feliz, e obviamente todos desejam o melhor para ele".